# Żylaki powrózka nasiennego
Żylaki powrózka nasiennego (łac. varicocele, ang. varicocele) – nieprawidłowe poszerzenia światła naczyń żylnych powrózka nasiennego. Żylaki powrózka nasiennego są jedną z najczęstszych przyczyn męskiej niepłodności, odpowiadając za jej 12 do 40% przypadków, gdyż zwiększony przepływ krwi w tej okolicy i co za tym idzie podniesienie temperatury powoduje zwolnienie wytwarzania plemników i zmniejszenie ich liczby.

## Leczenie
Leczenie żylaków powrózka nasiennego jest wykonywane podczas zabiegu chirurgicznego w znieczuleniu ogólnym. Usuwa się je poprzez proste cięcie lub metodą laparoskopową z 3 nacięciami. Operacja u 86,6% chorych poddanych zabiegowi prowadzi do wyleczenia żylaków, a u 76,5% do poprawy płodności. W 9,6% przypadków dochodzi do powikłań pooperacyjnych w postaci wodniaka jądra.